# 魯什魮
魯什魮（学名：Barbus ruasae）為輻鰭魚綱鯉形目鯉科的其中一個種。被IUCN列為極危保育類動物，分布於非洲盧安達Nyabarongo河流域的一個支流，本魚背鰭硬棘4枚；背鰭軟條9至10枚；臀鰭硬棘3枚；臀鰭軟條6枚，體長可達49.5公分。

## 扩展阅读
維基物種上的相關：魯什魮